# Dmitri Vrúbel
Dmitri Vladímirovich Vrúbel (Moscú, 14 de julio de 1960-Berlín, 13 de agosto de 2022) fue un pintor ruso, conocido mayoritariamente por su murales Mein Gott hilf mir, diese tödliche Liebe zu überleben (Dios mío, ayúdame a sobrevivir a este amor mortal) y Gracias, Andréi Sájarov, pintados en 1990 en la East Side Gallery, sobre los restos del muro de Berlín.

## Obra artística
Las autoridades de Berlín pidieron a Vrúbel que volviese a pintar su obra en 2009, debido al vandalismo y la erosión que sufren los murales expuestos al aire libre.
Dmitri Vrúbel y Viktoria Timoféyeva crearon en 2001 un calendario con retratos del presidente ruso Vladímir Putin titulado The 12 moods of Putin, que tuvo un inesperado éxito de ventas como regalo navideño entre la población rusa.